# 오일어
오일어(langues d'oïl)는 표준 프랑스어 및 그와 가까운 지역 방언들을 포함하는 방언 연속체로, 오늘날의 프랑스의 북반부, 벨기에 남부, 채널 제도의 고유 방언들로 이루어진다. 더 넓게는 남부 프랑스(오시타니아), 이탈리아 북부, 스페인 동부 (카탈루냐)의 대부분 지역에서 쓰이는 언어들을 묶은 분류인 갈리아 로망스어군에 속한다.
프랑스 지역의 로망스 언어를 크게 프랑스 북부의 오일어와 프랑스 남부의 오크어(langues d'oc)로 나누는 분류에 따른 것이다. 둘의 구분은 중세 프랑스 시기에 형성된 것으로 추정된다. 단순히 프랑스어의 방언들로 지칭하는 경우도 있다.

## 방언 분류
피에르 베크(Pierre Bec)는 다음과 같은 5개 방언 권역을 제시한다.
- 프랑크 방언
  - 피카르디어
  - 왈롱어
  - 로렌어
  - 북부 노르만어
- 프랑시앙 방언
  - 표준 프랑스어
  - 오를레앙 방언
  - 투렌 방언
  - 베리숑 방언
  - 부르보네 방언
  - 샹파뉴 방언
- 부르고뉴 방언
  - 부르고뉴어
  - 프랑슈콩테어
- 아르모리카 방언
  - 동부: 앙주 방언, 남부 노르만어 등
  - 서부: 갈로어 등
- 푸아투-생통주 방언
  - 푸아투 방언
  - 생통주 방언

## 오일어에 상당한 영향을 받은 언어
- 영어 - 오일어는 어휘에 큰 영향을 미쳤다.
- 림뷔르흐어 - 오일어는 마스트리흐트 지역에 다양한 영향을 미쳤다.
  - 마스트리흐트 방언 (어휘 부분에 상당한 영향을 끼침)

## 같이 보기
- 오크어

## 참고 문헌
- Paroles d'Oïl, Défense et promotion des Langues d'Oïl, Mougon 1994, ISBN 2-905061-95-2
- Les langues régionales, Jean Sibille, 2000, ISBN 2-08-035731-X